# Хейсаку Косава
Хейсаку Косава е японски психоаналитик, пионер на психоанализата в Япония.

## Биография
Роден е на 17 юли 1897 г. в Ацуги, префектура Канагава, Япония. Завършва Университета Тохоку през 1926 г. под ръководството на професор Кийоясу Маруи. През 1931 г. става извънреден професор в същия университет.
В периода 1932 – 1933 г. заминава за Виена, където преминава обучителна анализа при Рихард Стерба и супервайзерска анализа при Пол Федерн. Докато се обучава там, посещава Зигмунд Фройд и му представя публикация, озаглавена „Два вида чувство за вина“. В нея Косава развива идеята си за „Комплекса на Аджасе“, който е противоположен на Едиповия комплекс на Фройд.
Косава става първият японец, посетил Международен психоаналитичен конгрес, този във Висбаден. Там се запознава с Хайнц Хартман и Карл Менингер, с които става приятел. През 1934 г. се завръща в Япония и си отваря частна практика. През 1955 г. създава Японското психоаналитично общество и остава негов президент до 1957 г.
Умира на 5 октомври 1968 г. в Токио на 71-годишна възраст.

## Избрана библиография
- Two kinds of guilt feelings. The Ajase complex. Japanese Journal of Psychoanalysis 11, 1931
- Zwei Arten von Schuldbewusstsein. Internationale Zeitschrift für Psychoanalyse
- Magische Mimik bei einer Zwangsneurose. Beitr. Psychoanal. 2, ss. 21 – 32, 1933
- Eine schizophrene Gesichtshalluzination. Internationale Zeitschrift für Psychoanalyse 19, ss. 434 – 439, 1933
- Alternierende Charakter – und Symptomneurose. Arb. Psychiatr. Inst. Tohoku Univ. (Beitr. z. Psychoanal.) 2, s. 110
- Zaiakuishikino nishu. Seishin Bunseki 11, 1935
- Two Types of Guilt Consciousness – Ajase Complex. Research on Psycholanalysis, 1950